# Municipio de Pingree
El municipio de Pingree (en inglés: Pingree Township) es un municipio ubicado en el condado de Stutsman en el estado estadounidense de Dakota del Norte. En el año 2010 tenía una población de 49 habitantes y una densidad poblacional de 0,53 personas por km².

## Geografía
El municipio de Pingree se encuentra ubicado en las coordenadas 47°12′1″N 98°54′3″O / 47.20028, -98.90083. Según la Oficina del Censo de los Estados Unidos, el municipio tiene una superficie total de 92.37 km², de la cual 90,54 km² corresponden a tierra firme y (1,98 %) 1,83 km² es agua.

## Demografía
Según el censo de 2010, había 49 personas residiendo en el municipio de Pingree. La densidad de población era de 0,53 hab./km². De los 49 habitantes, el municipio de Pingree estaba compuesto por el 89,8 % blancos, el 4,08 % eran afroamericanos, el 6,12 % eran amerindios. Del total de la población el 2,04 % eran hispanos o latinos de cualquier raza.